# جیمز جونز (نویسنده)
جیمز رامون جونز (به انگلیسی: James Ramon Jones) (زاده ۱۹۲۱ – درگذشته ۱۹۷۷) نویسنده آمریکایی بود. آثار او به دوره جنگ جهانی دوم و تأثیر آن بر جامعه آمریکا می‌پردازد. او با رمان از اینجا تا ابدیت به شهرت رسید و بخاطر این رمان در سال ۱۹۵۲ برنده جایزه ملی کتاب آمریکا شد. در سال ۱۹۵۳ فیلمی از روی این رمان با شرکت مونتگومری کلیفت، برت لنکستر و فرانک سیناترا ساخته شد.

## آثار
- از اینجا تا ابدیت
- برخی دوان دوان آمدند
- خط نازک سرخ